# 橘家文蔵 (3代目)
三代目 橘家 文蔵（たちばなや ぶんぞう、1962年3月25日 - ）は、東京都江戸川区出身の落語家。落語協会所属。出囃子：『三下りかっこ』。

## 経歴
1986年10月、二代目橘家文蔵に入門。1988年3月に前座となる。前座名は「かな文」。
1990年9月に入船亭扇治、三遊亭新潟、三遊亭窓樹と共に二ツ目昇進。「文吾」と改名する。
2001年9月に柳家禽太夫、入船亭扇治、三遊亭白鳥（新潟改め）、三遊亭萬窓（窓樹改め）、林家きく姫、柳家三太楼、柳家一琴、古今亭駿菊、金原亭馬遊と共に真打昇進し、「文左衛門」と改名。
2016年9月21日、「三代目橘家文蔵」を襲名。

## 芸歴
- 1986年10月：二代目橘家文蔵に入門。
- 1988年3月：前座となる、前座名「かな文」。
- 1990年9月：二ツ目昇進、「文吾」と改名。
- 2001年9月：真打昇進、「文左衛門」と改名。
- 2016年9月：「三代目橘家文蔵」を襲名[1]。

## 人物
- 落語協会大喜利王選手権プロデュース・司会。
- 息子は音楽制作の株式会社PIW代表の真平[2]。
- 強面な風貌から後輩からも師匠というより組長という愛称で呼ばれることがあり、文蔵一門も文蔵組、支援者（ファン）は組員と呼ばれている。

### 笑点Jr.メンバーとして
前身番組『BS笑点』の前期から出演しており、当初は準レギュラー扱いだったが、のちにレギュラー格となる。コワモテキャラを生かした回答が多く、隣席で 平成名物TVヨタローからの付き合いでもある三遊亭愛楽を突き飛ばす流れがお約束。キャッチフレーズも「楽屋の模範囚」であった。着物の色は、『BS笑点』のころは緑色と群青色のどちらかを着用していたが、『笑点Jr.』以降は群青色のみとなる。
日本テレビ『笑点』2011年6月5日放送では若手大喜利に出演。「50手前なのに若手」と自虐していた。また、座布団獲得枚数が二代目木久蔵と同数でトップだったため、同点決勝を要求したが、司会者が二代目木久蔵のお父さんにお世話になっているとの理由で却下されていた。なお、二代目木久蔵が獲得したのは、故障した歌丸フラドールであった。

### 音楽活動
入船亭扇辰、五代目柳家小せんとユニット「三K辰文舎（さんけーしんぶんしゃ）」を結成。文蔵はドラム・パーカッション等を担当。落語会や落語協会のイベントなどで演奏を披露している。
ユニット名は、三人とも本名の名字のイニシャルが「K」で始まる（川越・込山・河野）ことと、扇辰、橘家文左衛門（当時）、鈴々舎わか馬（当時）の1字ずつを取って命名した。

### 配信落語への取り組み
コロナ禍による緊急事態宣言を受け、2020年4月から「つながり寄席」主宰で株式会社トリプルフィールドネットワーク　代表取締役の天野隆、配信業務を担当するＪＵＮＳの須藤香と共に、オンライン配信・会員制・無観客の「文蔵組落語会」を、毎回豪華なゲストを迎え開催している。

## 演目
- 青菜
- 飴売り卯助 - 松本清張の連作短編集『無宿人別帳』中「左の腕」より
- 厩火事
- 火事息子
- 子別れ
- 芝浜
- 大工調べ
- 短命
- 佃祭
- 猫の災難
- 鼠穴
- 化け物使い
- 文七元結
- 妾馬
- らくだ

## 出演

### TV
- 平成名物TVヨタロー（1990年 - 1991年・TBS）
- BS笑点（2003年～2007年・BS日テレ 土曜19:00～19:55）→笑点Jr.（2007年 - 2011年・日テレプラス 日曜15:00 - 16:00）
- 笑点（2022年5月29日） - 三遊亭円楽の代役。

### 映画
- 二つ目物語（2022年、林家しん平監督、クロスロード） - まむしの銀次 役

## 弟子

### 二ツ目
- 橘家文吾
- 橘家文太

### 色物
- 米粒写経（漫才）
- 風藤松原（漫才）